# Trancas-Kammratte
Die Trancas-Kammratte (Ctenomys viperinus), auch Vipos-Kammratte, ist eine Art der Kammratten. Die Art wurde 1925 von Oldfield Thomas aus dem Norden Argentiniens wissenschaftlich erstbeschrieben und ist nur aus der Region um den Fundort bekannt.

## Merkmale
Die Trancas-Kammratte erreicht eine Kopf-Rumpf-Länge von etwa 21,3 Zentimetern und eine Schwanzlänge von 76 Millimetern. Die Hinterfußlänge beträgt etwa 36 Millimeter. Es handelt sich damit um eine mittelgroße Art der Gattung. Das Fell der Rückenseite ist gleichmäßig warmbraun, die Bauchseite ist blasser und graubraun. Viele Individuen haben eine dunklere Schnauze und Kopfoberseite. Zudem kommen bei den meisten ausgewachsenen Tieren weiße Achselflecken vor, weiße Bereiche in der Lendenregion sind seltener.
Der Schädel ist vergleichsweise klein mit ausladenden Jochbögen. Vor den Augen befindet sich ein offenes antorbitales Foramen, das im Gegensatz zu anderen Arten immer geöffnet ist. Die Bullae sind relativ schmal. Die oberen Schneidezähne sind breit und mit einem recht dunklen orangefarbenen Zahnschmelz bedeckt.
Der Karyotyp und die Form der Spermien sind unbekannt.

## Verbreitung
Die Trancas-Kammratte lebt in der Provinz Tucumán im nördlichen Argentinien, wobei das Verbreitungsgebiet auf das Departamento Trancas begrenzt ist.

## Lebensweise
Die Tiere kommen in Höhen von 320 bis 2500 Metern vor und leben wie alle anderen Kammratten am Boden und im Boden grabend. Es handelt sich um eine pflanzenfressende Art, die unterirdische Knollen und Wurzeln nutzt. Über die Lebensweise der Tiere liegen darüber hinaus nur wenige Informationen vor.

## Systematik
Die Trancas-Kammratte wird als eigenständige Art in die Gattung der Kammratten (Ctenomys) eingeordnet. Diese besteht aus etwa 70 Arten. Die wissenschaftliche Erstbeschreibung der Art stammt von dem britischen Zoologen Oldfield Thomas aus dem Jahr 1926, der sie anhand eines männlichen Individuums aus dem Gebiet nahe der Ortschaft Vipos im Departamento Trancas beschrieb. Er erhielt diesen von dem Sammler Emilio Budin, der im Rahmen der von John Spedan Lewis finanzierten „The Spedan Lewis South American Exploration“ für Thomas und die von ihm betreute Sammlung des Natural History Museum in London regelmäßig Sammlungen in Bolivien und Argentinien durchführte. Thomas beschrieb die Sammlungen von Budin in mehreren Aufsätzen, wobei er auch zahlreiche neue Arten wissenschaftlich erstbeschrieb.
Teilweise wurde die Art der Knight-Kammratte (Ctenomys knighti) als Synonym zugeordnet, von der sie bereits Thomas in der Erstbeschreibung abgrenzte. Heute gilt sie jedoch wieder als eigenständig.
Innerhalb der Art werden neben der Nominatform keine weiteren Unterarten unterschieden.

## Status, Bedrohung und Schutz
Die Trancas-Kammratte wird von der International Union for Conservation of Nature and Natural Resources (IUCN) nicht in einer Gefährdungskategorie geführt, da hierfür keine ausreichenden Daten vorliegen; damit wird sie als „data deficient“ gelistet.

## Belege
1. 1 2 3 4 5 6 7 8 9  Monte Tuco-tuco. In: T.R.O. Freitas: Family Ctenomyidae In: Don E. Wilson, T.E. Lacher, Jr., Russell A. Mittermeier (Herausgeber): Handbook of the Mammals of the World: Lagomorphs and Rodents 1. (HMW, Band 6) Lynx Edicions, Barcelona 2016, S. 532. ISBN 978-84-941892-3-4.
2. 1 2  Ctenomys viperinus in der Roten Liste gefährdeter Arten der IUCN 2018. Eingestellt von: C.J. Bidau, 2017. Abgerufen am 7. Juni 2019.
3. 1 2  Oldfield Thomas, Jane St. Leger: The Spedan Lewis South American Exploration. — III. On mammals collected by Sr. Budin in the Province of Tucuman. Annals and Magazine of Natural History, Series 9 (17/101), 1926; S. 602–609. doi:10.1080/00222932608633449.
4. 1 2  Ctenomys viperinus in Mammal Species of the World, 2005; abgerufen am 7. Juni 2019.